# ヘニング・ステンスルート

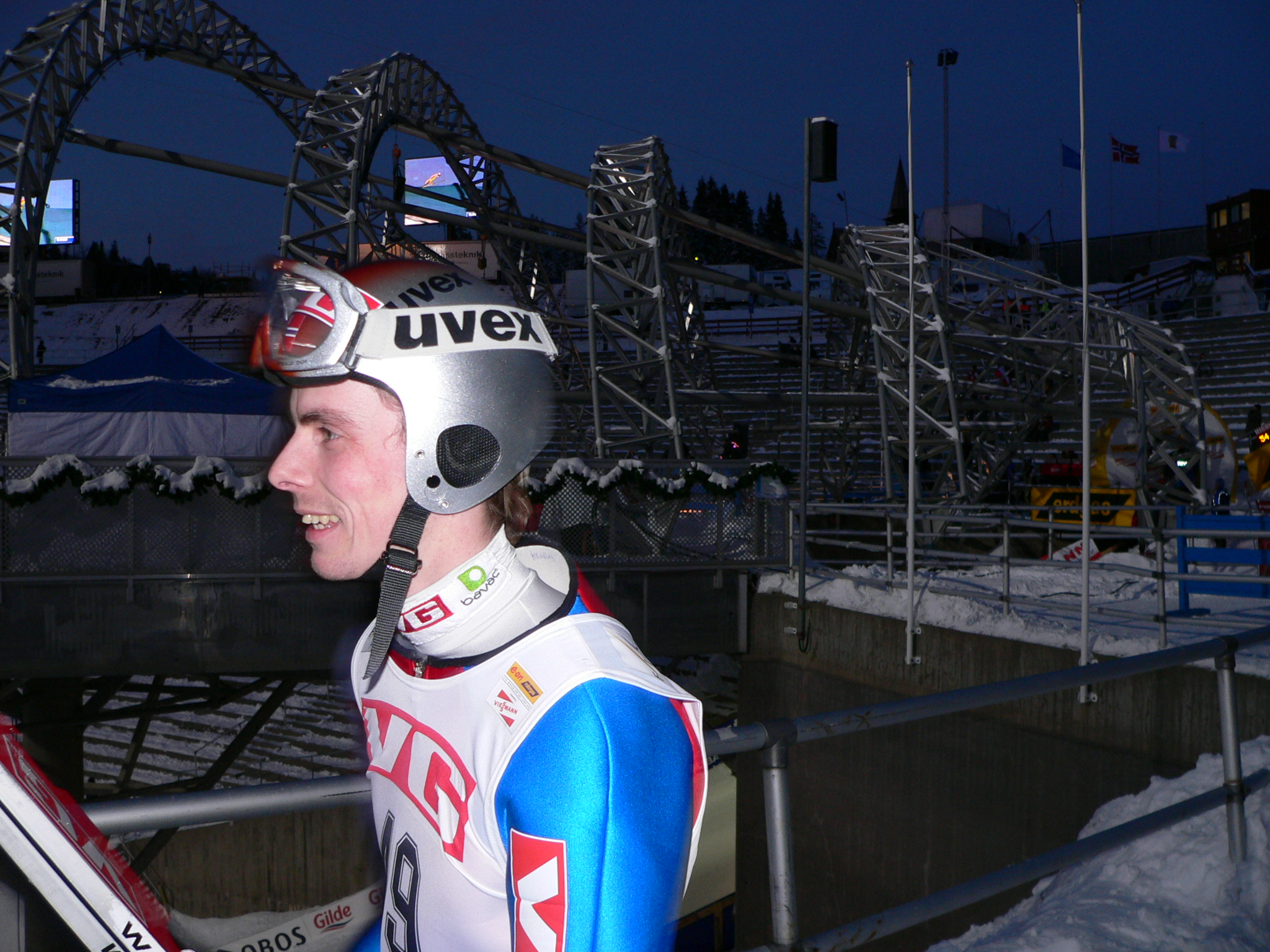
ヘニング・ステンスルート

ヘニング・ステンスルート（Henning Stensrud、1977年8月20日 - ）は、ノルウェー、アーケシュフース県ルーレンスコーグ（w:en:Lørenskog出身の元スキージャンプ選手、指導者。

## プロフィール
ステンスルートは1996年12月1日にリレハンメルでスキージャンプ・ワールドカップにデビュー、24位だった。
1997-1998シーズンが彼のベストシーズンで、12月21日のエンゲルベルクでワールドカップ自己最高位となる4位、1998スキーフライング世界選手権でも4位となり長野オリンピック代表に選ばれた。長野オリンピックではノーマルヒル個人23位、ラージヒル個人38位、団体4位となった。このシーズンのワールドカップ総合は自己最高位の15位だった。
2001年ノルディックスキー世界選手権ではラージヒル個人8位、ラージヒル団体7位、ノーマルヒル団体8位。2005年3月5日ラハティのワールドカップ団体戦で優勝。
2007-2008シーズン終了後現役を引退し、現在はジュニアの指導に当たっている。